# Lance Whitaker
Lance Whitaker (* 29. Mai 1972 in Granada Hills, Kalifornien) ist ein ehemaliger US-amerikanischer Boxer (Spitzname Mount, später Goofi). Er ist sehr langsam und phlegmatisch, aber groß gewachsen und mit Schlagkraft ausgestattet.

## Amateurkarriere
1994 gewann er im Superschwergewicht die US-amerikanische Meisterschaft. Bei den Goodwill Games in Sankt Petersburg im selben Jahr gewann er die Silbermedaille und unterlag dabei im Finale Alexei Lesin, bei den Panamerikanischen Spielen 1995 im argentinischen Mar del Plata belegte er in dieser Gewichtsklasse einen dritten Platz. Nachdem er 1996 in den nationalen Qualifikationen für die Olympischen Spiele in Atlanta gescheitert war, wechselte er in das Profilager.

## Profikarriere
Lance begann seine Profikarriere im Juli 1996. Am 6. März 1999 boxte er gegen Lou Savarese und verlor knapp nach Punkten, hatte allerdings Savarese dabei am Boden.
Ein paar Monate später boxte er gegen Monte Barrett und bezwang ihn umstritten nach Punkten, sein einziger nennenswerter Punktsieg. Er konnte gegen den damals ungeschlagenen Robert Davis und Oleg Maskajew durch K. o. gewinnen und in die Rangliste des Ring Magazine vorstoßen. Danach boxte er gegen Cliff Couser, dem er die erste K.-o.-Niederlage zufügte.
Doch im nächsten Kampf wurde er als Favorit von Jameel McCline vorgeführt und verlor klar nach Punkten. Auch gegen Ray Austin konnte er nur unentschieden boxen, im Kampf gegen Friday Ahunanya lag er nach Punkten zurück, gewann aber noch glücklich durch Abbruch wegen einer Augenverletzung.
2005 trat er im WM-Ausscheidungskampf der WBO gegen Luan Krasniqi an und ging in der sechsten Runde K. o. Auch gegen Sultan Ibragimow verlor er vorzeitig.
Seinen letzten Profikampf bestritt Whitaker am 11. September 2010 in Kalifornien gegen den Amerikaner Franklin Lawrence. Er verlor durch K. o. in Runde 7.
Sein Trainer ist Joe Goossen, ein ehemaliger Trainer von Mike Tyson.